# Orden von Aubrac
Der Orden von Aubrac (französisch Chevaliers Hospitaliers de notre dame d’Aubrac ‚Hospitalritter unserer lieben Frau von Aubrac‘) war ein Hospitalorden in Frankreich. Er wurde von Adalard von Aubrac, einem Diener des Grafen von Flandern, um 1120 gestiftet.
Anlass der Stiftung war, dass der Stifter bei der Rückkehr von Santiago de Compostela im Aubrac einem Überfall entkommen konnte.
Vergebens versuchten die Malteser und Tempelherren diesen Orden mit dem ihrigen zu verbinden, alle Versuche scheiterten.
Der Orden erhielt reiche Gaben und Vermächtnisse und so nahm er an Reichtum und Macht zu.
Ludwig XIV. hob das Hospital von Aubrac 1697 auf und vergab es künftig als Pfründe. Trotzdem ging der Orden erst mit der Französischen Revolution 1789 unter.

## Organisation
Der Orden bestand aus fünf Klassen:
- Priester
- Ritter für den Schutz der Pilger auf dem Jakobsweg und die Befreiung die Gegend von Räubern
- geistliche und Laienbrüdern für den Betrieb des Hospital und die Versorgung der Armen
- Donaten für die Handarbeiten
- Frauen

1163 gab der Bischof von Rodez Pierre II. de La Vayssière dem Orden eine Ordensregel, die an die Augustinusregel angelehnt war, was von Papst Alexander III. bestätigt wurde. Die Mitglieder mussten dem Ordensmeister gehorchen, keusch leben, durften kein Eigentum besitzen und sollten an allen Gottesdiensten teilnehmen und besonders für die Armen sorgen.

## Ordensdekoration
Die Ordensdekoration war ein hellblaues Malteserkreuz. Dieses wurde auf der linken Brustseite getragen. Die zugehörige Ordenstracht war blau oder schwarz. Die Priester trugen nur schwarze Kleidung. Das Kreuz war auf dem Mantel befestigt.